# Thôi Oánh

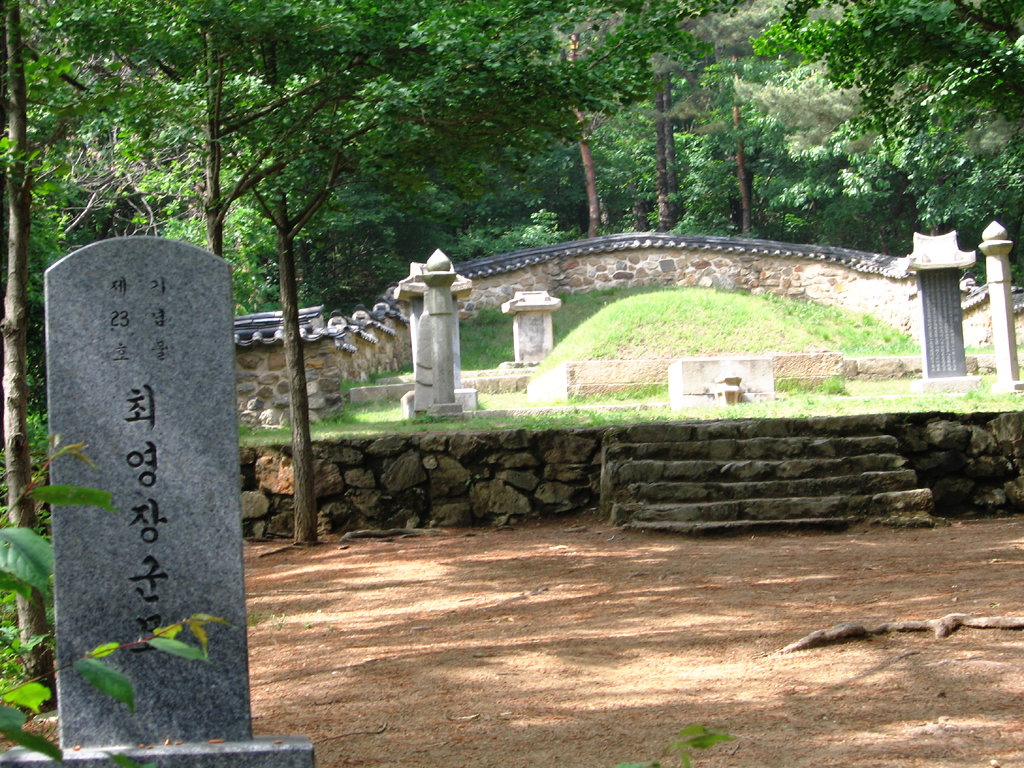
Mộ của Choi Yeong

Thôi Oánh (Hanja: 崔瑩, Hangul: 최영, Revised Romanization: Choe Yeong, McCune–Reischauer: Ch'oe Yŏng, 1316 – 1388), là vị tướng Hàn Quốc sinh ra tại huyện Hongseong hay Cheorwon thuộc Vương quốc Cao Ly (ngày nay là Hàn Quốc).

## Cuộc sống ban đầu
Ông sinh ra trong gia đình quý tộc uy tín họ Thôi (Choe), là hậu duệ thứ năm của Thôi Hữu Thiên (Choe Yoo Chung) và là con trai của quan giám sát thuộc Tư hiến phủ Thôi Vũ Tắc (Choi Won-jik). Ông nổi tiếng là một vị tướng có công đánh đuổi kẻ thù xâm lược từ bên ngoài và bảo vệ hoàng thất Cao Ly khỏi những cuộc nổi loạn từ bên trong. Ngay từ nhỏ ông đã có cốt cách và khí phách xuất chúng. Mặc dù sinh ra trong gia đình có truyền thống làm quan văn nhưng Thôi Oánh lại ham đọc binh thư và luyện tập võ nghệ, lớn lên với một lối sống khắc khổ, nghiêm ngặt, xứng đáng với một gia đình quý tộc cao quý của Hàn Quốc. Ông sống ít quan tâm đến trang phục hay các bữa ăn của riêng mình, và tránh dùng những hàng may mặc tốt hay những thứ xa xỉ khác, ngay cả khi ông làm quan to và dễ dàng có thể có được chúng. Ông không thích những người chỉ chú ý đến vẻ bề ngoài hay chỉ muốn những mặt hàng sang trọng và ông coi sự đơn giản như là một đức tính tốt. Phương châm sống của ông được thừa hưởng từ cha của mình: "Xem và đối xử với vàng như thể chúng chỉ là đá"

## Sự nghiệp quân sự
Thôi Óanh chính thức bước trên con đường võ quan khi đánh tan giặc Uy khấu(dịch nghĩa là "Hải tặc Nhật Bản") khoảng năm 1350, với tư cách là tướng chỉ huy Đô tuần vấn sứ của Yangkwangdo (thuộc tỉnh Chungcheong ngày nay). Thời ấy, hải tặc Nhật Bản lấy vùng Iki, Tsushima, Kitakyushu, Setonaikai của Nhật làm căn cứ địa, liên tiếp hoành hành ở bờ biển Hàn Quốc trong suốt 40 năm cho tới tận thế kỷ 14. Nhờ thành tích đánh phá hải tặc Nhật Bản, Thôi Óanh bắt đầu được biết đến và ông đã nhanh chóng giành được sự tín nhiệm của nhà vua và cấp dưới.
Năm 1352, ở tuổi 36, ông đã trở thành anh hùng dân tộc sau chiến công trấn áp “Cuộc nổi loạn của Triệu Nhật Tân (Jo Il-shin)" sau khi quân nổi loạn bao vây cung điện, giết chết nhiều quan lại và đã tự xưng vua Jo.
Vào năm 1335, quân nổi loạn bản xứ người Hán của Trung Quốc: Quân Khăn Đỏ (红巾军; 紅巾軍; Hán-Việt: Hồng Cân quân) khởi nghĩa ở phía Bắc chống lại triều đình nhà Nguyên - Mông Cổ, do đội quân này đã vượt qua biên giới tràn sang cả thủ phủ Gaegyeong của Cao Ly, hơn nữa, Cao Ly lại là nước phiên thuộc (nước chư hầu) của nhà Nguyên kể từ năm 1259, nên Cao Ly buộc phải gửi quân viện trợ cho Mông Cổ để dập tắt cuộc nổi dậy. Ông đã được cử đến giúp đỡ quân đội nhà Nguyên để dẹp yên quân nổi loạn bản xứ. Vào năm 1354, ở tuổi 39, ông đã triển khai tới miền bắc Trung Quốc 2000 cung thủ Hàn Quốc, và đã được tăng cường trong trận Kabaluk bởi 20.000 chiến binh Tumens của Cao Ly. Họ đã cùng nhau ngăn chặn Hồng Cân Quân thành công, và trở về Cao Ly, cứu đất nước thoát ra khỏi tình trạng nguy biến.
Thành công của ông trong gần ba mươi trận đánh khác nhau đã mang lại cho ông thêm danh tiếng và được sự ủng hộ tại quê nhà. Sau khi trở về nước, ông báo cáo với vua Gongmin (Cung Mẫn Vương) các vấn đề nội bộ cũng như tình hình hiện tại của nhà Nguyên mà ông quan sát được, trong đó nhà Nguyên đang suy yếu dần, Cung Mẫn Vương nghĩ rằng rằng đây chính là thời điểm thích hợp để lấy lại một số lãnh thổ phía Bắc trước đây bị chiếm đóng bởi quân Mông Cổ. Ông tiếp nhận ý chỉ của Cung Mẫn Vương nhằm giành lại chủ quyền của Cao Ly và tìm lại vùng đất của Song thành tổng quản phủ rộng lớn thuộc tỉnh Nam Hamgyeong vốn bị nhà Nguyên chiếm suốt hơn 100 năm qua. Thôi Oánh được lệnh dẫn quân đội của mình chiến đấu và đã giành được nhiều vùng đất ở phía Tây của sông Áp Lục. Điều này đã khiến cho nhà vua rất hài lòng. Năm 1356, ông đã tấn công và nhận được sự đầu hàng của các Darughachi Mông Cổ-Hàn Quốc (Đạt lỗ hoa xích - còn gọi là quan Chưởng Ấn) tại Song Thành (쌍성총관부, 雙城總管府, Song Thành Tổng quản phủ) mà ngày nay là tỉnh Wonsan (Nguyên San), nơi các cựu lãnh đạo quý tộc Cao Ly đã dâng thành trì của mình để đầu hàng quân Mông Cổ, sau đó thì Cao Ly bị mất chủ quyền vào năm 1259. Quân Cao Ly nhanh chóng tái chiếm được Song Thành không ai khác chính là nhờ vào sự đầu hàng của Lý Tử Xuân (Yi Ja Chun) - một viên tiểu tướng người Cao Ly phục vụ trong hàng ngũ quân Nguyên tại Song Thành - và con trai ông ta là Lý Thành Quế Triều Tiên Thái Tổ (Yi Seong-Gye), người sáng lập trong tương lai của triều đại Joseon (Nhà Triều Tiên).
Thôi Oánh đã từng làm thị trưởng của Bình Nhưỡng trong một thời gian ngắn. Trong thời gian đó ông đã nỗ lực vào việc tăng sản lượng cây trồng và làm giảm bớt sự mất mát đau khổ của các nạn nhân nạn đói. Điều đó đã giúp ông giành sự chú ý nhiều hơn như là một anh hùng dân tộc.
Trong năm 1364, ông đã thể hiện chính mình hơn nữa khi dập tắt được cuộc nổi loạn của tướng Deok Heung-gun khi vị tướng nổi loạn này đã cố gắng lật đổ triều đình của Cung Mẫn Vương để phản đối sự độc lập từ nhà Nguyên của Cao Ly. Hoàng hậu Ki nhà Nguyên đã bổ nhiệm Thôi Vũ (Choi Yu) xâm lược Hàn Quốc với 10.000 kị sĩ Mông Cổ, hỗ trợ Deok Heung-gun để lật đổ Cung Mẫn Vương. Thôi Oánh đã tập hợp các lực lượng quân đội đã đánh bại quân Mông Cổ đi vào lãnh thổ Cao Ly ở Uiju thuộc tỉnh Nam Pyeongan nên ông càng nổi danh là người bảo hộ cho hoàng thất Cao Ly.
Năm 1368, khi triều đại mới của Trung Quốc là Nhà Minh đề nghị liên minh chống lại nhà Nguyên - Mông Cổ. Vua Cung Mẫn Vương đã ra lệnh cho Thôi Oánh xâm nhập các đơn vị đồn trú của người Mông Cổ còn lại ở Mãn Châu. Ông đã chỉ huy quân vượt phía Bắc của sông Áp Lục tấn công và bao vây toàn bộ Ngũ Nữ Sơn (Oro Mountain Fortress , Five Women) và thành phố Liêu Dương (Liaoyang) trong năm1370. Nhưng điều này đã không đem lại cho Cao Ly một lãnh thổ lâu dài.

## Sự phản bội và chuộc lỗi
Nguyên một ngày Cung Mẫn Vương ngủ mơ. Trong mơ, vua thấy có người muốn giết mình nhưng may mắn lại được một nhà sư đi ngang qua cứu giúp. Sau giấc mơ chẳng bao lâu, tình cờ gặp được Tân Đôn (Shin Don ,신돈, 辛旽) vua nhận thấy ông giống với nhà sư ở trong mơ nên từ đó thường xuyên gặp gỡ và tin dùng. Nhờ đó, Shin Don được ban hiệu là "Thanh Nhàn cư sĩ" và chính thức tham gia vào các chuyện quốc chính, đưa ra quyết tâm cải cách, cải tổ xã hội hủ bại. Cung Mẫn Vương đã thăng chức cho Shin Don đến một địa vị cao trong triều đình và cho Shin có sự ảnh hưởng đáng kể. Ông thi hành các điều luật nhằm trả lại cho nông dân ruộng đất bị quý tộc chiếm đoạt, đáp ứng nguyện vọng được làm lương dân của nô lệ và và các tầng lớp thấp kém trong xã hội nhưng Shin Đôn đã gặp phải sự phản đối lớn từ các quan lại bảo thủ.
Tuy nhiên, sau khi giành được sự tin tưởng của nhà vua, Shin Đôn ngày càng trở nên tàn nhẫn, độc đoán và tham nhũng. Thôi Oánh, người quyết liệt phản đối tham nhũng trong vương quốc, đã bất đồng với Shin Đôn. Và sau đó, Shin Đôn đã dùng mưu kế vu cáo Thôi Oánh. Thôi bị Shin gán cho những hành vi sai trái và tham nhũng. Sau đó, đã dẫn đến một sự trừng phạt trong sáu năm sống lưu vong và bị giam lỏng gần như đã giết chết ông.
Tuy nhiên, sau cái chết của Tân Đôn trong năm 1374, Cung Mẫn Vương đã phục hồi cho Thôi được về vị trí cũ của mình và ngay lập tức được yêu cầu chuẩn bị một hạm đội để chiến đấu chống lại cướp biển Nhật Bản và loại bỏ các lực lượng còn lại của người Mông Cổ trên đảo Tế Châu (Jeju, 濟州島). Ban đầu, Thôi Oánh tham gia chiến đấu với quân Mông Cổ, ông đã chiến đấu kiên cường, sau khi giao tranh ác liệt thì cuối cùng các lực lượng của ông cũng đã giải phóng đảo.
Sau đó, trong năm 1376, những tên cướp biển Nhật Bản tiến vào Cao Ly và chiếm thành phố Công Châu (Gongju). Với công thức thuốc súng mới thu được từ nhà khoa học Thôi Mậu Tuyên (Choe Mu-seon), tướng Thôi và cấp dưới của mình là Lý Thành Quế đã đánh tan những tên cướp biển và đánh bại chúng để đòi lại Công Châu.

## Năm cuối
Trong giữa thế kỷ thứ 14, triều đại nhà Nguyên bị nhà Minh đánh đuổi khỏi Trung Quốc, quân Minh đã chiếm đóng Mãn Châu và một phần đông bắc của Cao Ly. Khi một sứ thần của nhà Minh đến Cao Ly năm 1388 (năm U Vương thứ 14) để đòi lại một phần quan trọng của lãnh thổ phía bắc Cao Ly. Thôi liền chớp lấy cơ hội này hạ lệnh tấn công cướp lấy bán đảo Liêu Đông (lâu nay Cao Ly luôn tự nhận mình có quyền thừa kế trực tiếp của vương quốc Cao Câu Ly xưa, vì vậy họ xem phần đất của Cao Câu Ly cũ tại Mãn Châu cũng là đất của Cao Ly).
Năm 1388, Tướng Lý Thành Quế đã được lệnh phải sử dụng quân đội của mình để trục xuất các lực lượng Mông Cổ còn sót lại ra khỏi bán đảo Liêu Đông mà Cao Ly coi là lãnh thổ của mình bị mất từ thời đại Goguryeo. Nhưng Lý đã phản đối chiến dịch viễn chinh phương Bắc này, với bốn lý do đã trở thành lịch sử: 
1. . Một quốc gia nhỏ không nên tấn công một quốc gia lớn hơn, vì nó đi ngược lại với thứ tự thế giới của Khổng giáo.
2. . Thật khó có thể vận động lực lượng quân đội cho chiến dịch trong suốt mùa canh tác nông nghiệp của mùa hè, vì nó sẽ cho kết quả thu hoạch kém cho nông dân.
3. . Với số lượng lớn những người đàn ông đi chiến dịch ở phía Bắc, cướp biển Nhật Bản sẽ hoành hành ở miền Nam.
4. . Gió mùa mưa sẽ làm giảm hiệu quả của các cung hợp, vũ khí chính của quân đội Cao Ly và sẽ gia tăng sự lây lan của các bệnh truyền nhiễm trong doanh trại.

Tuy nhiên, Tổng Thôi đã ra lệnh xâm lược, và được sự hỗ trợ bởi nhà vua. Biết rằng mình được sự hỗ trợ và ủng hộ của các quan lại trong triều đình và dân chúng nói chung. Lý đã quyết định trở về thủ đô Khai Thành (Gaeseong) và tiến hành một cuộc đảo chính. Tại hòn đảo Wihwa (위화도, 威化島; bính âm: Uy Hóa đảo) trên sông Áp Lục, Lý đã ra một quyết định mang tính bước ngoặt, làm thay đổi hẳn lịch sử Triều Tiên. Sau đó, sự việc này đã được biết đế như là sự đưa quân trở lại phía nam từ đảo Wihwado (Uy Hóa Đảo Hồi Quân, 위화도 회군, 威化島 回軍) và đã trở thành dấu hiệu đầu tiên của sự thay đổi của các triều đại.

## Cái chết
Khi Lý trở về thủ đô, Thôi đã chiến đấu rất dũng cảm để bảo vệ cung điện, nhưng đã bị áp đảo bởi các lực lượng của Lý. Thôi đã bị đánh bại, bị bắt, và bị trục xuất đến Cao Dương (Goyang). Có nhiều giả thuyết về những gì xảy ra tiếp theo. Nhưng hầu hết mọi người tin rằng: Sau thất bại của ông, Thôi bị đày đến Cao Dương và tại đây, ngay sau đó, ông bị kết án tử hình và bị xử trảm trên danh nghĩa một triều đại mới của Lý Thành Quế sáng lập, đó là triều đại Joseon (nhà Triều Tiên) và Lý đã trở thành Triều Tiên Thái Tổ
Trước khi bị hành hình, Thôi Oánh đã nổi tiếng được biết đến bởi đã dự đoán rằng: Cỏ sẽ không bao giờ mọc trên ngôi mộ của ông vì cái chết của ông là bất công. Điều thú vị là cỏ đã không bao giờ mọc trên ngôi mộ của ông cho đến năm 1976. Và nó được gọi là jeokbun (적분), có nghĩa là ngôi mộ đỏ, vì đất đỏ. Vào năm 1979, những chồi cỏ đầu tiên đã được trồng trên ngôi mộ của ông.

## Nhận định
Có một số nghiên cứu về Thôi Oánh, một số người coi ông như là một vị tướng vĩ đại đã dành trọn cuộc đời mình để bảo vệ đất nước, còn một suy nghĩ bảo thủ khác thì coi ông như là một bạo chúa phá hoại chính phủ. Tuy nhiên, ông là một người đàn ông đã dành trọn cuộc đời mình để bảo vệ Cao Ly với lòng trung thành tuyệt đối thậm chí còn mất đi mạng sống của mình.